# Анло
Анло (нід. Anloo) — село в нідерландській провінції Дренте. Входить до муніципалітету А-ен-Гюнзе.
Його площа становить 8,16 км², а населення станом на 2021 рік складало 385 осіб.
Перша згадка про населений пункт датується 1139 роком. До 1998 року він мав статус окремого муніципалітету.

## Галерея

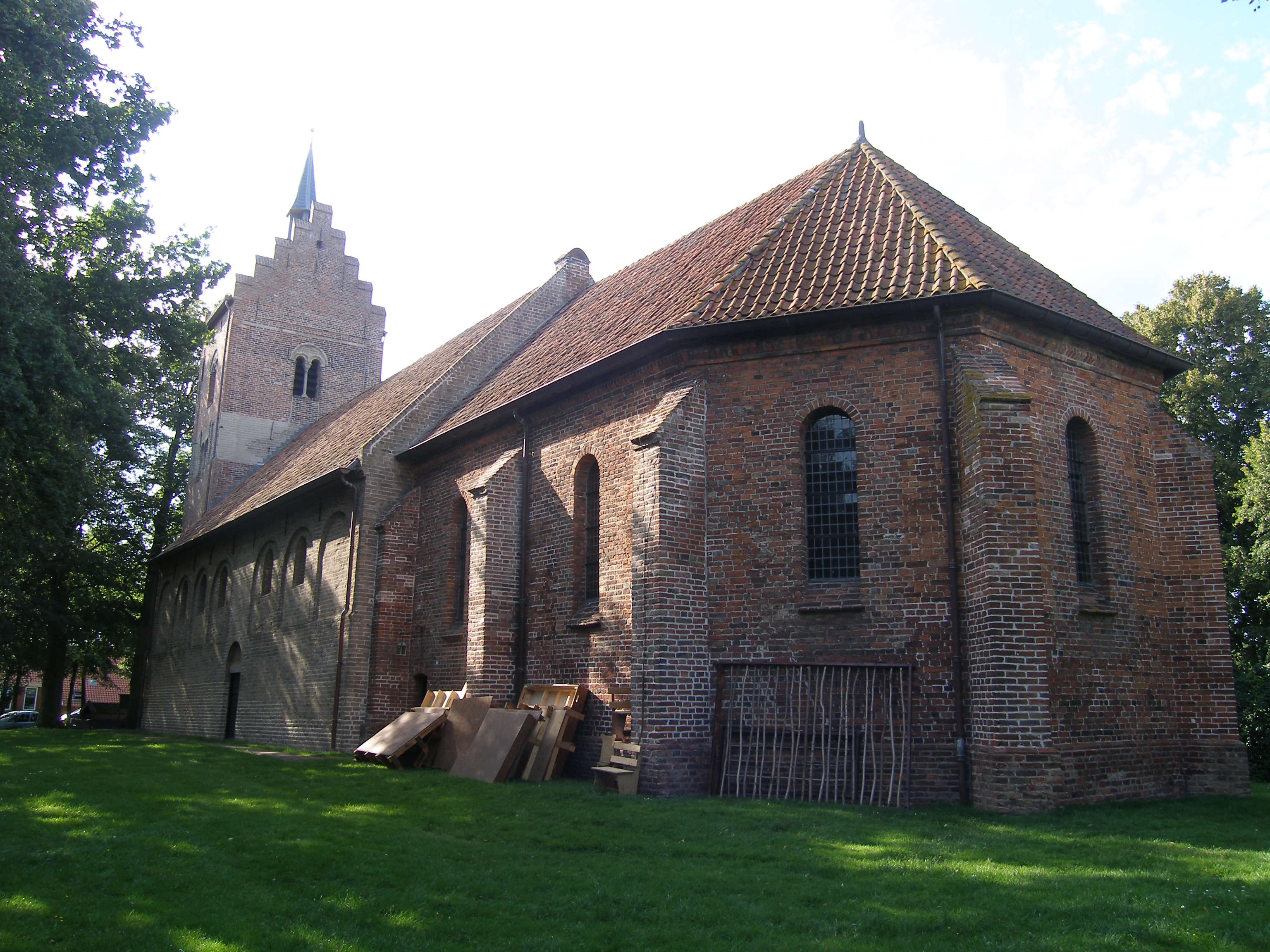
Церква св. Магнуса
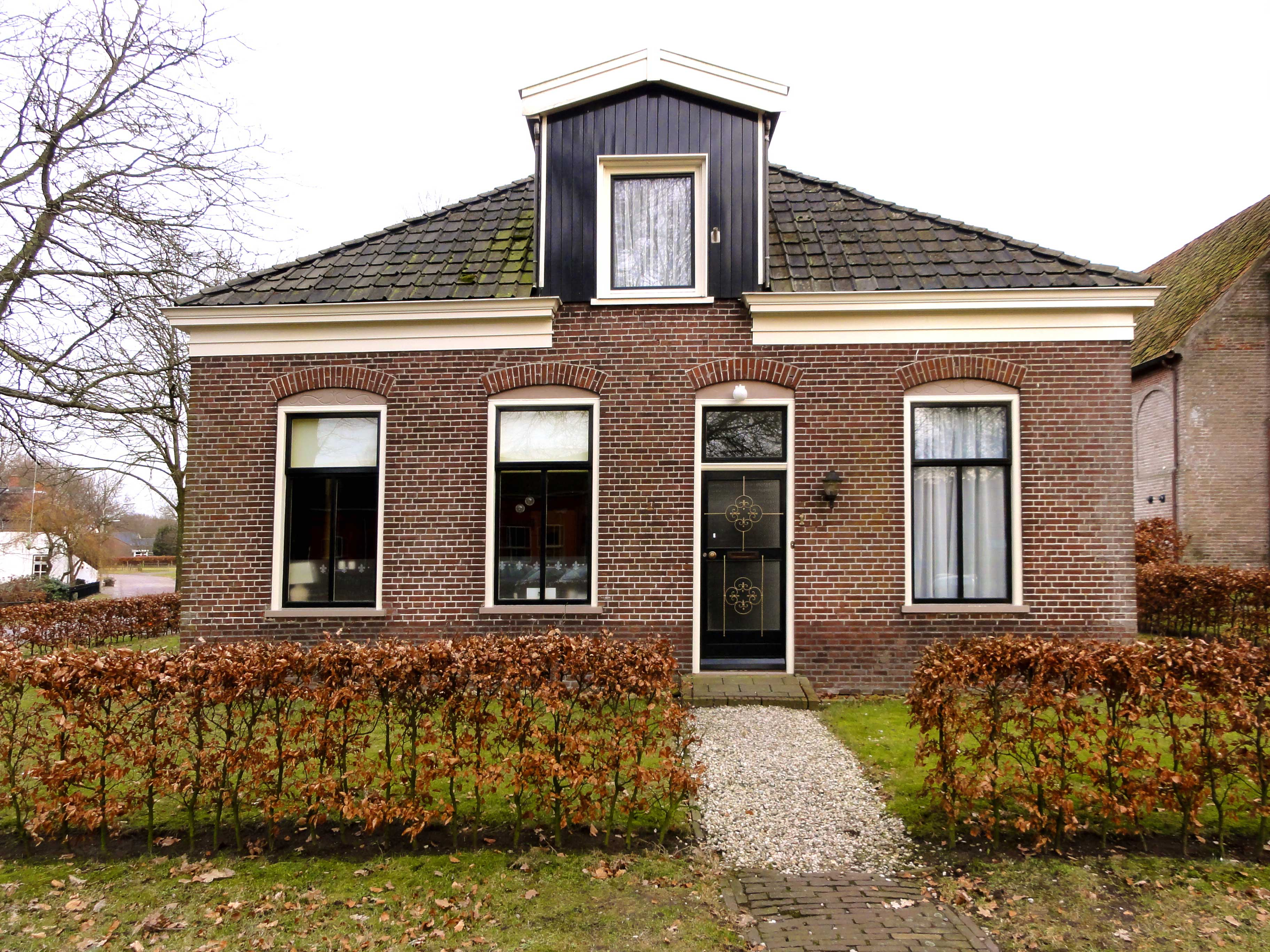
Колишній будинок почту
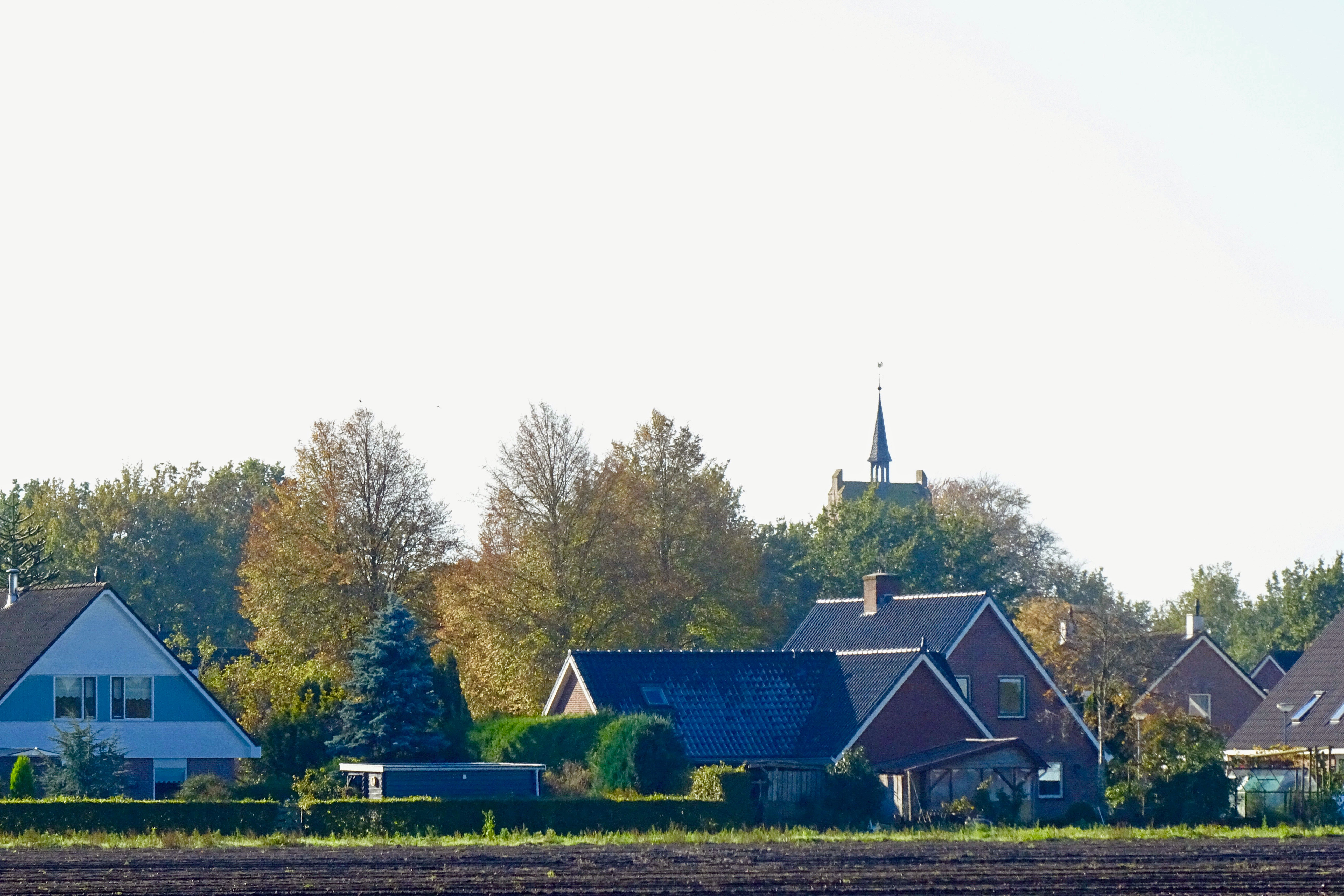
Вид на Анло
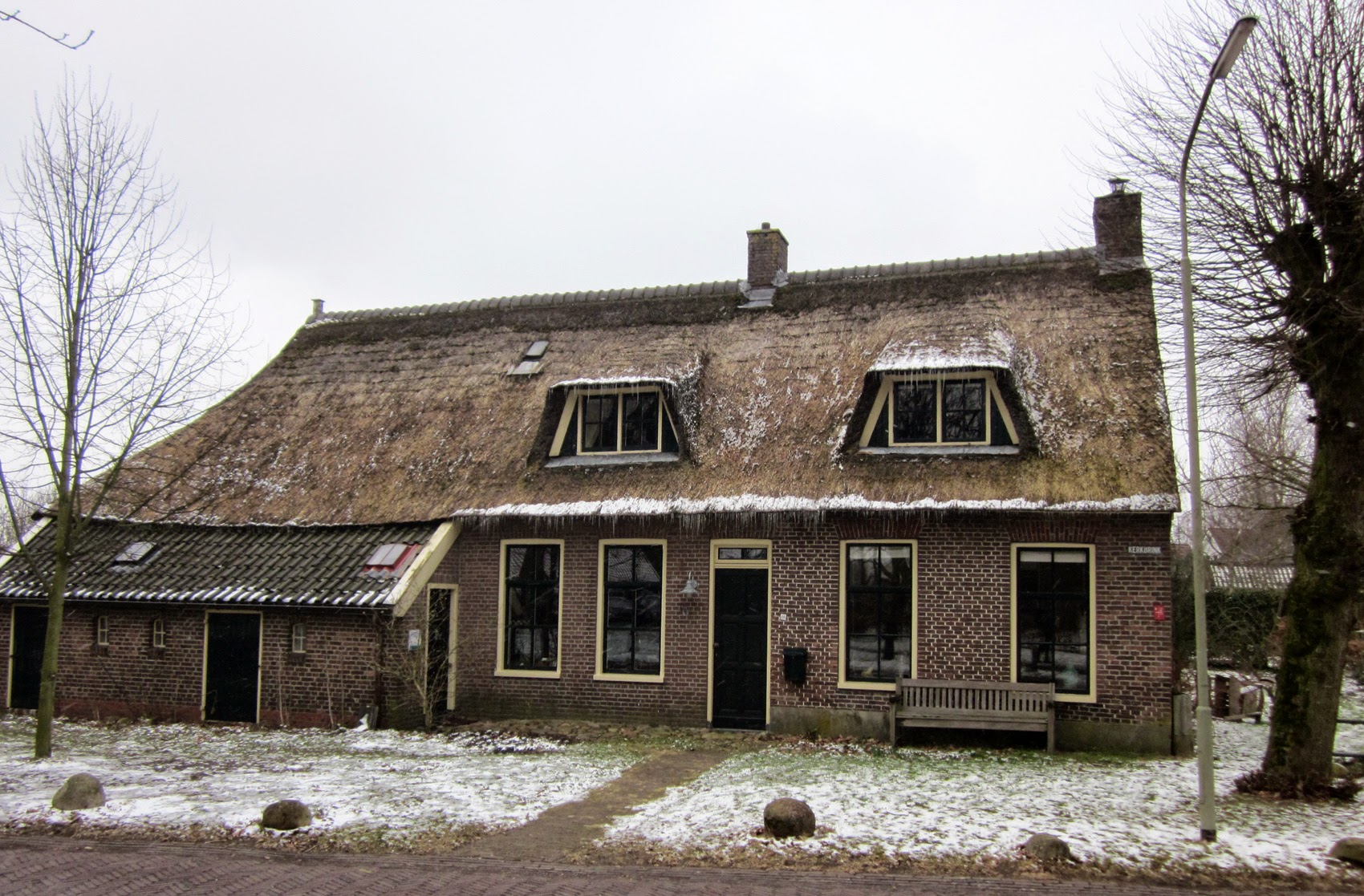
Будинок на церковному майдані